# John Brown (abolicionist)
John Brown (9. svibnja 1800. – 2. prosinca 1859.)  je bio radikalni abolicionist. Ostao je zapamćen po sudjelovanju u događajima "Krvarećeg Kansasa" ("Bleeding Kansas"). Bio je jedan od indirektnih uzroka koji je ubrzao proces prema Američkom građanskom ratu.

## Rani život
Njegovi predci su se doselili u Ameriku u ranom kolonijalnom razdoblju. On je rođen 9. svibnja 1800. godine u Torringtonu, Connecticut, ali je većinu svojeg djetinjstva proveo u saveznoj državi Ohio. Majka mu je bila Ruth Mills, a otac Owen Brown. Otac mu je po zanimanju bio kožar, a po vjeroispovjesti kalvinist. Bio je duboko uvjeren da je robovlasništvo moralno zlo, a te stavove je naslijedio i njegov sin. Tome je također pripomogao događaj kad je John Brown kao dvanaestogodišnjak putovao po Michiganu i svjedočio fizičkom kažnjavanju porobljenog Afro-Američkog dječaka. Taj događaj ga je duboko uznemirio i pratio do kraja života.
Iako je na početku učio za ministarstvo, odlučio se prihvatiti očevog zanata. Oženio se sa Dianthe Lusk 1820. i zajedno su imali nekoliko djece prije njezine smrti 1830-ih. Oženio se još jednom, sa Marry Ann Day i zajedno su imali još mnogo djece. Sveukupno, imao je 20 djece.
Zbog tolikog broja djece i zbog njegovih financijskih odluka, obitelj mu je uvijek živjela u nesigurnosti. U razdoblju od 1820. do 1850. se selila na nekoliko različith lokacija i on je pokušavao nekoliko zanimanja sa različitim uspjehom. Unatoč tome, cijelo vrijeme je bio pomagač u podzemnoj željeznici preko koje su odbjegli robovi bježali u Kanadu.

## Karijera abolicionista
Uz to što je pomagao robovima bjeguncima, također im je i poklanjao nešto zemlje kad su napokon bili slobodni i mogli posjedovati vlasništvo. Živio je u Springfieldu, Massachusetts, od 1846. do 1849. U tom razdoblju, se sastao i upoznao poznatog abolicionista, Fredericka Douglassa. Nakon što je otišao iz grada, organizirao je skupinu za zaštitu od lovaca na robove koje su slali robovlasnici iz juga SAD-a. Preselio se u Sjevernu Elbu, New York, 1849. godine. To mjesto je tada bilo naseljeno samo Afro-Amerikancima i tamo će kasnije biti i pokopan.
Kad je već bio u svojim 50-ima, pridružio se petorici svojih sinova nakon što su ga zamolili da pođe s njima u Kansas, 1855. godine i preselili su se u Osawatomie. Nakon što je donesen Akt Kansas-Nebraska 1854., počeo je sukob u kojem su se strane borile oko toga hoće li Kansas postati robovlasnička država ili slobodna država. Taj događaj je dobio ime "Krvareći Kansas". U pokušaju da pomognu ostvariti ciljeve koje su htjeli, ljudi iz okolnih saveznih država su se preselili u Kansas. Tako su uz Browna i njegove sinove došli i naseljenici koji su zagovarali robovlasništvo (većinom robovlasnici). Brown, koji je vjerovao da se robovlasništvo može ukloniti samo nasiljem, je postao aktivno upleten u sukob. 1856. su otišli u Pottawatomie Creek gdje su njegovi sinovi i pratitelji ubili 5 robovlasnika kao osvetu za njihov napad i spaljenje obližnjeg grada Lawrence. Nekoliko malih, ali brutalnih sukoba su izbili između ljudi protiv i za robovlasništvo. Nakon toga, on je postao poznat kao "Old Osawatomie Brown" nakon što je obranio Osawatomie od napada robovlasnika.

## Napad na Harpers Ferry
Tijekom 1850.-ih godina, Brown je duže vrijeme razmišljao o direktnom napadu na savezne države na jugu SAD-a koje su u to vrijeme bile robovlasničke. Da bi to mogao izvesti, trebao je opremu i oružje. Zato se odlučio na napad federalne oružarnice u naselju Harpers Ferry. Iako je bio odmetnik, dobivao je pratitelje koji su simpatizirali njegove cilje i skupljao je grupu s kojom bi mogao to i izvesti (iako neki njegovi pratitelji nisu znali njegov pravi cilj). U noći 16.10.1859., on je zajedno sa svojim sinovima i 18 drugih pratitelja otišao u napad na federalnu oružarnicu. Okupirao je oružarnicu i uspio je uhvatiti desetak ljudi kao taoce i nadao se da će time uspjeti rasplamsati plamen robovskog ustanka. Nije uspio u svojem naumu zbog toga što njegova oružja koja je poslao da ih koriste robovi nikada nisu došla do cilja. Oružarnica je cijelu noć i idući dan bila pod opsadom robovlasnika i Američke kopnene vojske kojom je zapovijedao tadašnji pukovnik Robert E. Lee. Zbog nadmoćnije vatrene sile Američke vojske i činjenice da je većina ljudi u oružarnici ranjeno ili ubijeno, vojska je uspjela provaliti njihove barikade.

## Suđenje i smrt
Mislili su ubiti Browna na licu mjesta, ali vojnik koji je krenuo pucati na Browna je u žurbi usred noći uzeo svoju pušku za lov na patke, tj., rekreaciju. Zbog toga je pukovnik Lee predao Browna državi na sudski postupak. Iakoje zabilježeno da se branio vrlo mudro i dovitljivo, sud ga je proglasio krivim i poslao na smrt vješanjem (također se pokušao opravdati time da je lud). 
Prijepodne 18. prosinca 1859., otpraćen je do vješala u gradu Charles Town, Zapadna Virginia.